# W stronę światła
W stronę światła – piąty album studyjny polskiego zespołu Hip-hop (muzyka)hip-hopowego PMM, którego premiera odbyła się 26 czerwca 2015 roku. Wydawnictwo ukazało się nakładem wytwórni Prosto. Płyta jest dostępna do odsłuchu na portalach WiMP oraz Tidal.
Album zadebiutował na 44. miejscu polskiej listy sprzedaży OLiS.

## Lista utworów
Źródło.
| Nr  | Tytuł utworu                                  | Producent     | Długość |
| --- | --------------------------------------------- | ------------- | ------- |
| 1.  | „W stronę światła”                            | Stona         | 3:29    |
| 2.  | „Nie ma takiej chwili jak dziś” (gości. Kali) | Tom Sweden    | 4:12    |
| 3.  | „Na ścieżkach cierni”                         | SoDrumatic    | 3:30    |
| 4.  | „Wielcy marzyciele” (gości. VNM)              | Wężu          | 4:05    |
| 5.  | „Ból przeżyć”                                 | PSR           | 3:21    |
| 6.  | „Przetrwać”                                   | Tom Sweden    | 3:33    |
| 7.  | „Podążamy za sobą” (gości. Kacper)            | Tom Sweden    | 3:37    |
| 8.  | „Od wtedy do dziś”                            | The Returners | 3:08    |
| 9.  | „Niech spłonie dach”                          | Uraz          | 2:48    |
| 10. | „Ponad wszystko”                              | Wężu          | 3:09    |
| 11. | „W górę”                                      | Puzon         | 2:41    |
| 12. | „Zakazane pragnienia”                         | Szczur        | 3:39    |
| 13. | „Nie śpię nigdy”                              | SoDrumatic    | 3:30    |
| 14. | „Na chłodne dni”                              | Tom Sweden    | 3:11    |
| 15. | „Przy sobie”                                  | The Returners | 3:12    |
| 16. | „Outro”                                       | Tom Sweden    | 1:51    |
|     |                                               |               | 52:56   |